# Sebastián Moya
Sebastián David Moya Camargo (Bogotá, Colombia, 30 de abril de 2000) es un actor colombiano de televisión, cine y teatro. Conocido por su papel de Washington Rodríguez en Tía Alison para Canal RCN, Mateo Sanín en Sin senos sí hay paraíso para Telemundo  entre otras.

## Biografía
Nació en Bogotá, Colombia. Realizó sus estudios de arte dramático en el estudio de actuación Rubén Di Pietro y durante su carrera ha actuado en más de 20 obras de teatro, varias series y novelas a nivel nacional e internacional. Empezó en la televisión en el año 2011 como protagonista en la serie educativa Revelados desde todas las posiciones emitida por Canal 13, Teleantioquia, Telepacífico y otros canales regionales del país, nominada a los premios India Catalina 2014 en la categoría de "Mejor producción de televisión pública" y en la categoría Premio Unicef al Japan Prize 2014.
Después de culminar sus estudios, participó en producciones como Hermanos y hermanas y Garzón vive para Canal RCN, Sitiados temporada 2 para Fox Premium y TVN, Narcos temporada 3 para Netflix, Tu voz estereo de Caracol televisión y en el año 2017 se unió al elenco de Sin Senos Sí Hay Paraíso en las temporadas 2 y 3 producida por Fox Telecolombia y Telemundo Global Studios para Telemundo, encarnando a Mateo Sanín Fuentes, hijo de Santiago Sanín (Roberto Manrique) y Zoraya Fuentes (Eileen Roca). 
En el año 2018, en la serie de televisión María Magdalena producida por Dopamine y Sony Pictures Television para TV Azteca, encarnó a un joven mudo que es curado por Jesucristo (Manolo Cardona) y a Kevin Ortiz en Las Muñecas de la mafia temporada 2 para Caracol televisión. En el año 2020 interpretó a Santiago en Pa’ Quererte del Canal RCN y en 2021, a Simón Bolívar joven en Club 57 temporada 2 para Nickelodeon.
Recientemente, en el año 2023, interpreta a Tato en Romina poderosa para Caracol televisión, y es parte del elenco principal de Tía Alison para Canal RCN, donde le da vida a Washington Rodríguez.

## Filmografía

### Televisión
| Año       | Título                               | Personaje             | Canal              |
| --------- | ------------------------------------ | --------------------- | ------------------ |
| 2024-2025 | Darío Gómez: el rey del despecho     | David Gómez           | Canal RCN          |
| 2023-2025 | Manes                                | Lucas Jaramillo       | Prime Video        |
| 2023      | Tía Alison                           | Washington Rodríguez  | Canal RCN          |
| 2023      | Romina Poderosa                      | Tato                  | Caracol Televisión |
| 2023      | Ventino: el precio de la gloria      |                       | Caracol Televisión |
| 2022      | Entre Sombras                        | Byron                 | Caracol Televisión |
| 2022      | No fue mi culpa                      | Nicolás               | Star+              |
| 2022      | Pasión de gavilanes                  | Félix Carreño (joven) | Telemundo          |
| 2021      | Club 57                              | Simón Bolívar (joven) | Nickelodeon        |
| 2020      | Pa' Quererte                         | Santiago              | Canal RCN          |
| 2019      | Con olor a azucena                   | Antonio               | Teleantioquia      |
| 2019      | Las muñecas de la mafia 2            | Kevin Ortiz           | Caracol Televisión |
| 2018      | Dios sabe cómo hace sus cosas        |                       | Caracol Televisión |
| 2018      | María Magdalena                      | Salim hijo de Omid    | Azteca 7           |
| 2018      | Garzón vive                          |                       | Canal RCN          |
| 2017      | Hermanos y hermanas                  | Tomás (14 años)       | Canal RCN          |
| 2017-2018 | Sin senos sí hay paraíso             | Mateo Sanín Fuentes   | Telemundo          |
| 2017      | Narcos                               | Farc soldier          | Netflix            |
| 2017      | Sitiados                             | Pequeño pirata        | Fox premium        |
| 2017      | Crónicas de sábado: el patriarca     | Lupillo Rivera joven  | Univision          |
| 2015-2020 | Tu voz estereo                       | Varios personajes     | Caracol televisión |
| 2015      | Mujeres al límite                    |                       | Caracol televisión |
| 2011-2013 | Revelados desde todas las posiciones | Juan                  | Canal 13           |

### Cine
| Año  | Título                     | Personaje | Notas                    |
| ---- | -------------------------- | --------- | ------------------------ |
| 2019 | Al son que me toquen bailo |           | Dago García producciones |
| 2018 | De barrio                  | Diego     |                          |

### Teatro
- Flores muertas (2020)
- El libro de la selva (2019)
- Los tres mosqueteros (2019)
- Lobos (2019)
- El principito (2015-2019)
- Clown varieté (2015-2016)
- Roberto Zucco (2013)
- La casita de los viejos (2013)
- Caricias (2012)
- Dos (2012)
- El reloj (2012)
- Descamado (2011)
- De profesión paternal (2010)
- Habla (2010)
- Romeo y Julieta (2009)
- ¿Quieres azúcar? (2009)
- Juegos a la hora de la siesta (2008)
- En alta mar (2008)
- Doña Rosita la soltera (2007)